# Channa bleheri
Channa bleheri е вид бодлоперка от семейство Channidae. Видът е почти застрашен от изчезване.

## Разпространение
Разпространен е в Индия (Аруначал Прадеш и Асам).

## Описание
На дължина достигат до 13,5 cm.